# Matilde Luetich
Matilde Anita Luetich (María Susana, 26 de julio de 1931 – Rosario, 7 de mayo de 2019) fue una arquitecta argentina. Socia del arquitecto Jano Viotti, consiguió dar forma a más de un centenar de proyectos de arquitectura en Argentina.

## Primeros años

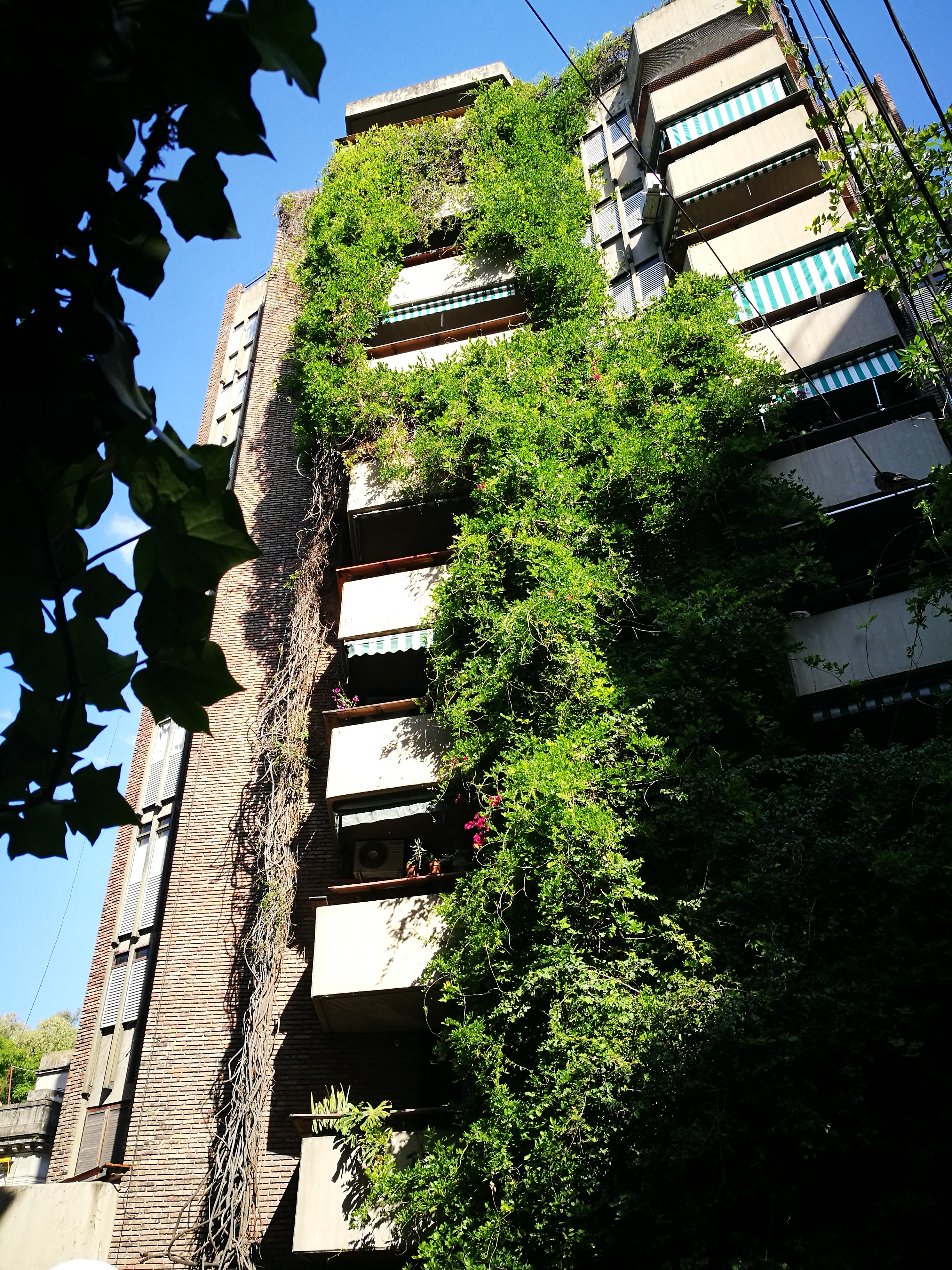
Edificio Tranvía VII (1999). Autores: Matilde Luetich y Juan Carlos Viotti

Era descendiente de inmigrantes croatas. Decidió ser arquitecta al contemplar a una vecina de su localidad hacer ladrillos y construir un modesto cine.
Realizó sus estudios universitarios en Rosario en la Universidad Nacional del Litoral (UNL), graduándose de arquitecta en 1959, a pesar de la oposición familiar.
Como estudiante conoció al arquitecto Jorge Enrique Hardoy, docente de la carrera, quien la convocó en 1962 para formar parte del equipo de profesionales asistentes del Instituto de Planeamiento Regional y Urbano del Litoral (IPRUL). En este espacio trabajó junto con la arquitecta Lidia Plá y el arquitecto Juan Carlos Viotti, a quienes si bien ya conocía de los pasillos y aulas de la facultad, esta oportunidad les permitió entablar otro tipo de relación.

## Trayectoria
En 1963, pocos años después de graduados, Luetich, Plá y Viotti, decidieron invertir juntos sus primeros ahorros para comprar unos terrenos en lotes internos de la ciudad y proyectar sus primeras viviendas individuales. Dos años después de esta experiencia, dieron comienzo al primer edificio en altura, de una serie continua de 11 proyectos en total construidos en el micro-centro de la ciudad de Rosario y conocidos todos bajo el nombre de “Tranvía”. Finalizado el “Tranvía I”, la arquitecta Plá resolvió desvincularse de la sociedad, consolidándose como estudio “Viotti-Luetich” al cual Luetich aportó el 75% del capital.
A partir de 1973, lanzaron un nuevo emprendimiento de viviendas en serie, conocido como “Ómnibus”. En este caso se proponían dar respuesta a una lógica de complejos habitacional en bloque y de baja altura, dentro de un perfil económico-social y contexto barrial más austero respecto de la serie Tranvía.
Dicha dupla profesional perduró por más de 40 años, concentrando la producción arquitectónica en Rosario, con Matilde Luetich encargada de la dirección de obra y administración de los proyectos. Entre 1966 y 1982 en simultáneo realizaron también numerosos proyectos en la provincia de Misiones, con Viotti encargado del seguimiento de los mismos y un par en Buenos Aires.
Tras diversas complicaciones de salud sufridas por “Jano” Viotti, en 2003 decidieron dar fin a la sociedad Viotti-Luetich. Tras esta situación, Matilde encontró un pequeño grupo de lectura, como espacio de encuentro por fuera de la agitada vida profesional. El mismo estaba a cargo de la docente arquitecta María Zulema Amadei. Se reunían para estudiar y debatir sobre diferentes producciones de arquitectura contemporánea. Fue precisamente aquí donde Matilde conoció a la arquitecta Marcela Lovera, con quien decidieron organizar una nueva sociedad profesional, el estudio “Luetich-Lovera”.
En el 2004 fue convocada por las autoridades del Teatro El Círculo, para trabajar conjuntamente con el arquitecto Drazen Juraga, en el proyecto de restauración y rehabilitación del edificio. La propuesta se encontraba dentro de los festejos del centenario de inauguración del teatro y en el marco del III Congreso Internacional de la Lengua Española, realizado en Rosario.
A lo largo de sus 58 años de ejercicio profesional, Matilde Luetich participó de la escena profesional, tanto sea en el rol de diseñadora, proyectista y directora de obra, como así también ejerciendo la gestión y administración previa y posterior de sus propios edificios construidos. Hasta los 85 años continuó trabajando dentro de una lógica de producción en equipo con diferentes colegas asociados.

## Reconocimientos
El pasaje peatonal con escaleras que descienden hacia avenida Belgrano desde la calle Urquiza, lindero a la Aduana de Rosario lleva su nombre. La acción fue promovida por el Centro de Estudios Igualdad Argentina, la Secretaría de Planeamiento de la Municipalidad de Rosario y el Colegio de Arquitectura y Urbanismo de Rosario.